# Сулцано
Сулцано је насеље у Италији у округу Бреша, региону Ломбардија.
Према процени из 2011. у насељу је живело 1614 становника. Насеље се налази на надморској висини од 205 м.

## Становништво
Према резултатима пописа становништва 2011. у општини је живело 1.892 становника.
| 1951. | 1961. | 1971. | 1981. | 1991. | 2001. | 2011. |
| ----- | ----- | ----- | ----- | ----- | ----- | ----- |
| 1.374 | 1.344 | 1.261 | 1.282 | 1.352 | 1.467 | 1.892 |